# Gottfried Breitfuß
Gottfried Breitfuß (* 17. Dezember 1958 in Maishofen in Salzburg) ist ein österreichischer Schauspieler.

## Karriere
Breitfuß erhielt seine Schauspielausbildung von 1982 bis 1984 am Mozarteum in Salzburg. Nach dem Schauspielstudium führten ihn Engagements an das Residenztheater München, das Schillertheater Berlin, an die Freie Volksbühne Berlin und an das Theater Basel. Nach zwölfjähriger Ensemblezugehörigkeit am Staatstheater Stuttgart, wo er zahlreiche Hauptrollen spielte und einige Produktionen inszenierte, engagierte ihn Intendant Matthias Hartmann 2005 an das Schauspielhaus Zürich.
Seit Juli 2005 ist Gottfried Breitfuß festes Ensemblemitglied am Schauspielhaus Zürich, wo er unter anderem in Der Idiot. Anfang des Romans, Hier und Jetzt und in Die Dreigroschenoper spielte. In der Spielzeit 2013/14 war Gottfried Breitfuß in Die Physiker, Der Diener zweier Herren, Ein Held unserer Zeit und Der schwarze Hecht zu sehen.
Seinen ersten Filmauftritt hatte er 1985 in dem Kinderfilm Küken für Kairo. 1996 spielte er in Urs Odermatts Polizeiruf 110: Kleine Dealer, große Träume und 2000 in Tom Tykwers Der Krieger und die Kaiserin. Von 2002 bis 2006 spielte er in sechs Folgen der TV-Serie Blond: Eva Blond! die Rolle des Herrn Lottmann. Heinrich Breloer gab ihm in seinem Doku-Drama Speer und Er die Rolle des Martin Bormann.

## Rollen und Werke

### Theater (Auswahl)
- 1992: Der Herr Karl, Regie: Franz Kasperski, Theater Basel
- 1996–2002: Indien, Regie: Franz Burkhard, Staatstheater Stuttgart
- 1998: Hedda Gabler, Regie: Elmar Goerden, Staatstheater Stuttgart
- 1998: Woyzeck, Regie: Hans-Ulrich Becker, Staatstheater Stuttgart
- 1999–2002: Die früheren Verhältnisse, Regie: Franz Burkhard, Staatstheater Stuttgart
- 2000: Antigone, Regie: Elias Perrig, Staatstheater Stuttgart
- 2000: Im weißen Rössl, Regie: Gottfried Breitfuß, Staatstheater Stuttgart
- 2001: Drei Schwestern, Regie: Jacqueline Kornmüller, Staatstheater Stuttgart
- 2001: Geschichten aus dem Wienerwald, Regie: Jacqueline Kornmüller, Staatstheater Stuttgart
- 2002: Brand, Regie: Hasko Weber, Staatstheater Stuttgart
- 2002: Hedda Gabler, Regie: Elmar Goerden, Bayerisches Staatsschauspiel
- 2002: Unerwartete Rückkehr, Regie: Erich Sidler, Staatstheater Stuttgart
- 2002: Yerma, Regie: Jacqueline Kornmüller, Staatstheater Stuttgart
- 2003: Baumeister Solness, Regie: Jacqueline Kornmüller Staatstheater Stuttgart
- 2003: Der kaukasische Kreidekreis, Regie: Jacqueline Kornmüller, Staatstheater Stuttgart
- 2003: Glaube Liebe Hoffnung, Regie: Tina Lanik, Staatstheater Stuttgart
- 2003: Josephine Mutzenbacher – Bekenntnisse einer Wiener Hure, Regie: Ernst Konarek, Staatstheater Stuttgart
- 2003: Zug um Zug, Regie: Elias Perrig, Staatstheater Stuttgart
- 2004: Der Ackermann und der Tod, Regie: Gian Gianotti, Staatstheater Stuttgart
- 2004: Die früheren Verhältnisse, Schauspielhaus Graz
- 2005: Nach der Liebe beginnt ihre Geschichte, Regie: Matthias Hartmann, Schauspielhaus Zürich
- 2006: Othello, Regie: Matthias Hartmann, Schauspielhaus Zürich
- 2008: Der Idiot, Regie: Alvis Hermanis, Schauspielhaus Zürich
- 2012: Wilhelm Tell, Regie: Dušan David Pařízek, Schauspielhaus Zürich
- 2013: Die Physiker, Regie: Herbert Fritsch, Schauspielhaus Zürich
- 2014: Diener Zweier Herren, Regie: Barbara Frey, Schauspielhaus Zürich
- 2015: Die schönsten Sterbeszenen in der Geschichte der Oper, Regie: Alvis Hermanis, Schauspielhaus Zürich
- 2015: Yvonne, die Burgunderprinzessin, Regie: Barbara Frey, Schauspielhaus Zürich
- 2015: Die Zehn Gebote, Regie: Karin Henkel, Schauspielhaus Zürich
- 2015: Hexenjagd, Regie: Jan Bosse, Schauspielhaus Zürich
- 2016: Nathan der Weise, Regie: Daniela Löffner, Schauspielhaus Zürich

### Film und Fernsehen (Auswahl)
- 1985: Küken für Kairo
- 1987: Sierra Leone
- 1996: Polizeiruf 110: Kleine Dealer, große Träume (Fernsehreihe)
- 1999: Otomo
- 2000: Der Krieger und die Kaiserin
- 2000: Komm, süßer Tod
- 2001: Mein Bruder der Vampir
- 2002: Taxi für eine Leiche
- 2002: Sinan Toprak ist der Unbestechliche (Fernsehserie, Folge Das Glück dieser Erde)
- 2002: Doppelter Einsatz (Fernsehserie, Folge Todesangst)
- 2002–2006: Blond: Eva Blond! (Fernsehreihe, 6 Folgen)
- 2005: Speer und Er (Fernsehdreiteiler, 2 Folgen)
- 2005: Die Bluthochzeit
- 2006: Warchild – Die Vermissten
- 2006: Polizeiruf 110: Die Lettin und ihr Lover
- 2007: Hilfe! Hochzeit! – Die schlimmste Woche meines Lebens (Fernsehserie, 4 Folgen)
- 2007: Reine Geschmacksache
- 2007: Tatort: Tödliche Habgier
- 2008: Schattenwelt
- 2009: Schnell ermittelt (Fernsehserie, Folge Ivanka)
- 2012: Die Heimkehr
- 2013: Die Rosenheim-Cops (Fernsehserie, Folge Tödliche Konkurrenz)
- 2014: Die Lügen der Sieger
- 2014: Die Pilgerin (Fernsehzweiteiler)
- 2015: Aus dem Nichts
- 2016: Winnetou – Der Mythos lebt (Fernsehdreiteiler)
- 2017: Papa Moll und die Entführung des fliegenden Hundes – Regie: Manuel Flurin Hendry
- 2018: Tatort: Die Musik stirbt zuletzt
- 2020: Wanda, mein Wunder
- 2020: Freund oder Feind. Ein Krimi aus Passau
- 2020: Die Donau ist tief. Ein Krimi aus Passau
- 2022: Landkrimi – Steirergeld (Fernsehreihe)
- 2023: Die Theorie von Allem

### Hörspiele
- 2002: Edith Nesbit: Die Kinder von Arden (Mr. Parados) – Regie: Robert Schoen (Kinderhörspiel – SWR)
- 2005: Klaus Buhlert: Mosaik – Regie: Klaus Buhlert (Hörspiel – HR/DLF)
- 2006: Jörg Graser:  Diridari – Regie: Robert Matejka (Hörspiel – DKultur)
- 2012: John Stephens: Emerald (Mr. Cavendish) – Regie: Robert Schoen (Kinderhörspiel (3 Teile) – SWR/WDR)
- 2015: Judith Schalansky: Der Hals der Giraffe – Regie: Beate Andres (Hörspiel – HR)

### Hörfunk-Features / -Dokumentationen (Auswahl)
- 2003: Deine Lügen starben nicht – Die Abrechnung des Niklas Frank – Autor: Thomas Gaevert – SWR2 Dschungel, 30 Min.[4]